# Новий Вйончемін
Новий Вйончемін (пол. Nowy Wiączemin) — село в Польщі, у гміні Слубіце Плоцького повіту Мазовецького воєводства.
Населення — 365 осіб (2011).
У 1975-1998 роках село належало до Плоцького воєводства.

## Демографія
Демографічна структура станом на 31 березня 2011 року:
|          | Загалом | Допрацездатний вік | Працездатний вік | Постпрацездатний вік |
| -------- | ------- | ------------------ | ---------------- | -------------------- |
| Чоловіки | 188     | 40                 | 126              | 22                   |
| Жінки    | 177     | 31                 | 97               | 49                   |
| Разом    | 365     | 71                 | 223              | 71                   |